# Сигма веза
У хемији, сигма везе (σ везе) су најјачи тип ковалентне хемијске везе. Молекули настају стварањем заједничких парова између атома при чему се орбитале у којима су били електрони преклапају и тако настају молекулске орбитале. Уколико је веза једнострука, орбитале су се преклопиле чеоно (директно) и тако настаје јака σ (сигма) веза. Сигма везе могу настати преклапањем: две s орбитале, једне s са једном p орбиталом, или две p орбитале које су постављене по истој оси. Сигма везе могу настати и преклапањем хибридизованих орбитала. Хибридизоване орбитале увек граде сигма везе.
Сигма везивање је најјасније дефинисано код диатомских молекула користећи језик и оруђа група симетрије. У том формалном приступу, σ-веза је симетрична у погледу ротације око осе везе. Уобичајене форме сигма веза су  i  (где је z дефинисано као оса везе). Квантна теорија такође налаже да су молекулске орбитале (МО) идентичне симетрије у ствари мешовите. Практична консеквенца тог мешања диатомиских молекула је да таласне функције s+s и  молекулских орбитала постају мешовите. Степен тог мешања зависи од релативних енергија молекулских орбитала сличне симетрије.